# August Ames

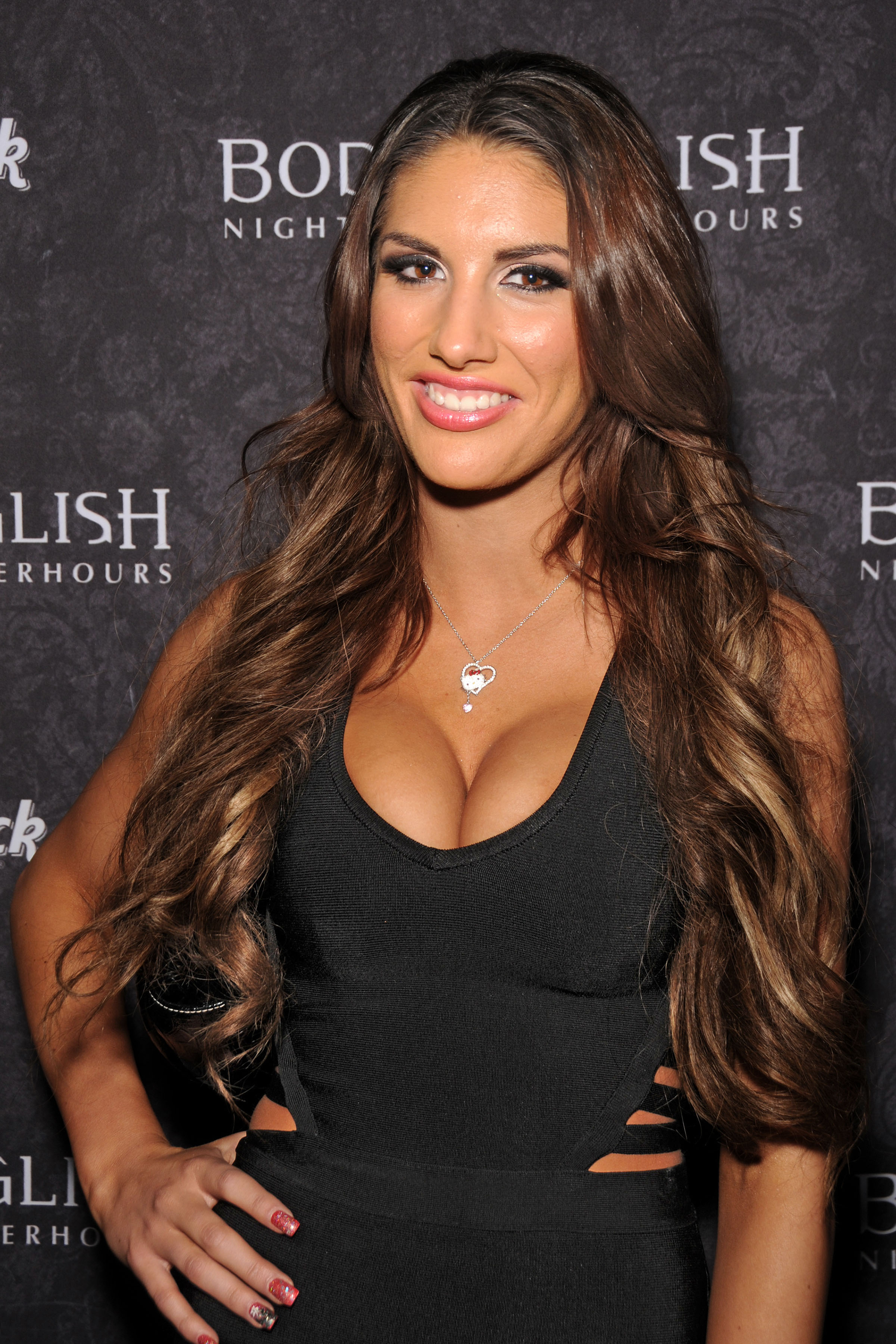
August Ames bei den AVN Awards (2014)

August Ames (* 23. August 1994 als Mercedes Grabowski in Antigonish, Nova Scotia, Kanada; † 5. Dezember 2017 in Camarillo, Kalifornien, USA) war eine kanadische Pornodarstellerin.

## Leben
Die aus einer Soldatenfamilie stammende Mercedes Grabowski wuchs an verschiedenen Orten in Kanada auf. Sie arbeitete als Barkeeperin und in einem Sonnenstudio, bevor sie im November 2013 ihre Karriere in der Pornofilmbranche startete. Sie wirkte in einer Reihe lesbischer Pornofilme mit und wurde oft in Filmen des Genres Busty („vollbusig“) eingesetzt. Ames war zudem als Darstellerin für die Websites Brazzers und Bangbros tätig. Im Jahr 2014 wirkte sie in Filmen des Produktionsunternehmens von Jules Jordan mit.
Sie war bekannt für ihre Tätigkeit in POV-Produktionen von Evil Angel und in Teilen der Serie Art of Romance des Unternehmens Erotica X. 2015 wirkte sie in der Produktion Pornstar Perversions von Digital Playground sowie in der Rolle der Rogue in der Pornofilmparodie This Can’t Be Deadpool XXX+X des Filmes Deadpool mit. 2015 wurde sie bei allen Pornofilmpreisverleihungen in der Kategorie Best New Starlet nominiert.
Ames war wegen ihrer Weigerung, sich in Filmen mit männlichen Darstellern sexuell zu betätigen, die sowohl in hetero- als auch in homosexuellen Pornofilmproduktionen zum Einsatz kommen, am 3. und 4. Dezember 2017 heftiger Kritik in Sozialen Netzwerken und dem Vorwurf der Homophobie ausgesetzt. Ames bestritt diese Vorwürfe energisch mit dem Hinweis, lediglich auf ihre eigene Sicherheit zu achten und prinzipiell selbst darüber zu entscheiden, mit welchen Darstellern sie arbeiten möchte.
In den frühen Morgenstunden des 5. Dezember 2017 nahm Ames nochmals Stellung zum Shitstorm und setzte einen letzten obszönen Tweet ab. Später wurde die 23-Jährige in einem Park nahe ihrer Wohnung tot aufgefunden. Als Todesursache wurde Suizid durch Erhängen festgestellt. Freunde und Verwandte sahen ihren Freitod als Folge von Cybermobbing. Der Journalist Jon Ronson verwies jedoch auf Ames’ allgemeinen schlechten psychischen Zustand und Drogenmissbrauch. Wochen vor ihrem Tod erklärte Ames, dass sie aufgrund einer traumatischen Kindheit in der Vergangenheit an einer bipolaren depressiven Störung und einer dissoziativen Identitätsstörung (multiple Persönlichkeit) gelitten habe.

## The August Project
Ames war mit dem Pornoregisseur Kevin Moore verheiratet. Während der Preisverleihung der AVN Awards am 28. Januar 2018, zu der auch seine Frau als Female Performer of the Year nominiert worden war, sagte er in einer emotionalen Rede: „Ihr verdient es, wie Gold behandelt zu werden, denn ohne euch würde es die Pornoindustrie gar nicht geben. Das heißt, dass man auch eure Entscheidungen akzeptiert, mit wem ihr arbeiten und drehen wollt. Es ist euer Körper und eure Entscheidung.“ Da zuvor mit Shyla Stylez, August Ames selbst, Yurizan Beltran, Olivia Nova und Olivia Lua fünf Darstellerinnen innerhalb weniger Wochen nacheinander gestorben waren, gab Moore an diesem Abend bekannt, das The August Project zu gründen, eine Hotline zur Sucht- und Suizidprävention, die speziell mit Leuten besetzt ist, die die einzigartigen emotionalen Probleme verstehen, mit denen Pornodarsteller konfrontiert würden.

## Audio
Der britische Journalist Jon Ronson produzierte den am 11. April 2019 veröffentlichten siebenteiligen Podcast The Last Days of August über die Umstände ihres Todes.

## Filmografie (Auswahl)
- ATK Virtual Date with August Ames
- 2015: Big Wet Breasts 2
- 2016: Bang POV 1, 4
- 2016: Beauty And The Beast XXX: An Erotic Fairy Tale Parody
- 2017: Justice League XXX: An Axel Braun Parody
- 2017: Young & Beautiful 3
- Big Tit Bombshells
- Big Tit Centerfolds 4
- Big Tit Fantasies 4
- Big Wet Tits 15
- Bra Busters 6
- Busty Pin-Ups!
- Flesh Hunter 13
- Girls Kissing Girls 15, 16
- Interracial Icon 3
- Lesbian Desires 3
- Lesbian Vampire Academy
- Mandingo Massacre 9
- Manuel’s Fucking POV 3
- My First Interracial 2
- Oil Overload 12
- Safe Landings Selfies
- Sexually Explicit 5
- Slippery Specials
- Soapy Wet Tits
- Spandex Loads 8
- This Can’t Be Deadpool XXX+X
- Women Seeking Women 141, 144
- The Exxxceptions (Webserie, 1 Episode)

## Auszeichnungen und Nominierungen
- 2015: AVN Award als Cutest Newcomer (Fan Award)[14]
- 2015: AVN Award, nominiert als Best New Starlet[15]
- 2015: XRCO Award als Cream Dream[16]
- 2015: XRCO Award, nominiert als New Starlet[17]
- 2015: XBIZ Award, nominiert als Best New Starlet[18]
- 2016–2018: AVN Award, nominiert als Female Performer of the Year[19][20][11]
- 2017: NightMoves Award als Best Boobs[21]
- 2017: AVN Award als Most Spectacular Boobs[22]